# Alfred Evert
Alfred Evert (* 18. August 1880 in Altona; † um 1933) war Stadtsyndikus in Altona und Senator in Danzig.

## Leben
Der Vater A. J. W. C. Evert war Obertelegraphenassistent in Altona. Alfred Evert studierte Jura in Leipzig und 1900 in Rostock. 1904 promovierte er dort. Danach wurde er Stadtsyndikus in seiner Heimatstadt Altona.
Von 1910 bis 1921 war Evert Stadtrat in Danzig. Seit 1917 war er auch Vorstandsmitglied der Weichselschiffahrtsgesellschaft. Von 1929 bis 1930 war er Senator für Justiz und Post der Freien Stadt Danzig für die Deutschliberale Partei.
Bis 1933 lebte Alfred Evert in Danzig-Langfuhr im Jäschkentaler Weg 26. In diesem Jahr starb er wahrscheinlich.